# Saint-Rirand
Saint-Rirand är en kommun i departementet Loire i regionen Auvergne-Rhône-Alpes i centrala Frankrike. Kommunen ligger i kantonen Saint-Haon-le-Châtel som tillhör arrondissementet Roanne. År 2022 hade Saint-Rirand 130 invånare.

## Befolkningsutveckling
Antalet invånare i kommunen Saint-Rirand
| Referens: INSEE |